# LPGA Tour 1975
Navigation
Édition précédente Édition suivante
Le LPGA Tour 1975 est la vingtième-sixième édition du Ladies Professional Golf Association Tour (LPGA), circuit professionnel féminin de golf, qui se déroule du 31 janvier 1975 au 23 novembre 1975 exclusivement aux États-Unis à l'exception de deux tournois au Canada et au Mexique. Cette vingtième-sixième édition de ce circuit permet de proposer un certain nombre de tournois professionnels destinés aux femmes en dehors des compétitions amateurs. La volonté de la professionnalisation des golfeuses leur permet désormais de gagner de l'argent en jouant au golf.
Cette saison comporte vingt-sept tournois, soit autant qu'en 1974, auxquels sont insérées des dotations financières en fonction du résultat de la golfeuse. Deux de ces tournois sont considérés comme « tournoi majeur » - le Championnat de la LPGA et l'Open américain - et sont considérés comme les plus prestigieux et difficiles à remporter.
L'Américaine Sandra Palmer est désignée « Joueuse de l'année de la LPGA » (« Player of the Year ») pour la première fois de sa carrière et gagne le classement des gains remporté avec des gains records de 76 374 $ en remportant deux victoires dont un tournoi majeur l'Open américain. L'autre tournoi majeur, le Championnat de la LPGA, est remporté par Kathy Whitworth. Enfin, le « Trophée Vare » récompensant la golfeuse ayant la moyenne de score la plus basse de la saison est remporté par JoAnne Carner pour la seconde fois consécutive.

## Histoire
Pour l'organisation de cette vingtième-sixième édition, tous les tournois se disputent aux États-Unis, à l'exception de deux tournois au Canada et au Mexique, par des golfeuses principalement américaines professionnelles et amateures. Le calendrier établi fait débuter la saison par l'Invitational de Burdine en Floride remporté par Donna Caponi-Young. Au cours de cette saison, tous les tournois ont été remportés par des golfeuses américaines professionnelles.
L'Américaine Sandra Palmer est désignée « Joueuse de l'année de la LPGA » (« Player of the Year ») pour la première fois de sa carrière et gagne le classement des gains remporté avec des gains records de 76 374 $ en remportant deux victoires dont un tournoi majeur l'Open américain. L'autre tournoi majeur, le Championnat de la LPGA, est remporté par Kathy Whitworth.

## Participantes à la saison LPGA 1975
Les participantes ont deux statuts. Certaines sont devenues professionnelles, et pour certaines avant la création de ce circuit, mais de nombreuses amateures prennent également part aux tournois sans toutefois pouvoir recevoir le montant des gains en raison de leur statut.
| Participantes    | Participantes       | Participantes    | Participantes      | Participantes    |
| Professionnelles | Professionnelles    | Professionnelles | Professionnelles   | Professionnelles |
| ---------------- | ------------------- | ---------------- | ------------------ | ---------------- |
| Kathy Ahern      | Amy Alcott          | Maria Astrologes | Debbie Austin      | Pam Barnett      |
| Susie Berning    | Silvia Bertolaccini | Jane Blalock     | Jocelyne Bourassa  | Gerda Boykin     |
| Pat Bradley      | Murle Breer         | Louise Bruce     | Donna Caponi-Young | JoAnne Carner    |
| Kathy Cornelius  | Clifford Ann Creed  | Mary Lou Crocker | Betsy Cullen       | Gail Denenberg   |
| Gloria Ehret     | Jan Ferraris        | Dot Germain      | Shelley Hamlin     | Sandra Haynie    |
| Pam Higgins      | Hisako Higuchi      | Mary Horner      | Joyce Kazmierski   | Judy Kimball     |
| Bonnie Lauer     | Sally Little        | Carol Mann       | Kathy Martin       | Margie Masters   |
| Susie McAllister | Kathy McMullen      | Judy Meister     | Mary Mills         | Sandra Palmer    |
| Diane Patterson  | Mary Bea Porter     | Sandra Post      | Kathy Postlewait   | Renee Powell     |
| Jo Ann Prentice  | Penny Pulz          | Judy Rankin      | Sue Roberts        | Masako Sasaki    |
| Carole Jo Skala  | Marilynn Smith      | Sandra Spuzich   | Hollis Stacy       | Jan Stephenson   |
| Beth Stone       | Jo Ann Washam       | Kathy Whitworth  |                    |                  |
| Amateures        |                     |                  |                    |                  |
| Barbara Barrow   | Nancy Lopez         | Debbie Massey    | Donna White        |                  |

## Calendrier de la saison 1975
L'édition 1975 se déroule du 31 janvier 1975 au 23 novembre 1975. La tableau suivant présente tous les tournois programmés pour la saison 1975. Les chiffres entre parenthèses correspondent au nombre de victoires remportées au moment de la victoire de la golfeuse audit tournoi remporté. Les tournois majeurs sont indiqués en gras.
| Date       | Tournoi                                                | Catégorie      | Dotation (US$) | Vainqueur individuelle                 |
| ---------- | ------------------------------------------------------ | -------------- | -------------- | -------------------------------------- |
| 02/02/1975 | Invitational de Burdine, Floride                       |                | 40 000 $       | Donna Caponi (6)                       |
| 09/02/1975 | Classic de Naples Lely, Floride                        |                | 40 000 $       | Sandra Haynie (36)                     |
| 23/02/1975 | Open d'Orange Blossom, Floride                         |                | 35 000 $       | Amy Alcott (1)                         |
| 23/03/1975 | Classic international de Bing Crosby, Mexique          |                | 45 000 $       | Sue Roberts (3)                        |
| 29/03/1975 | Open de Karsten-Ping, Arizona                          |                | 70 000 $       | Jane Blalock (12)                      |
| 20/04/1975 | Colgate-Dinah Shore Winner's Circle, Californie        |                | 180 000 $      | Sandra Palmer (10)                     |
| 27/04/1975 | Open de Charity, Texas                                 |                | 45 000 $       | Sandra Haynie (37)                     |
| 04/05/1975 | Classic de Birmingham, Alabama                         |                | 40 000 $       | Maria Astrologes (1)                   |
| 11/05/1975 | Classic de Lady Tara, Géorgie                          |                | 40 000 $       | Donna Caponi (7)                       |
| 25/05/1975 | Classic de American Defender-Raleigh, Caroline du Nord |                | 40 000 $       | JoAnne Carner (11)                     |
| 01/06/1975 | Championnat de la LPGA, Maryland                       | Tournoi majeur | 55 000 $       | Kathy Whitworth (73)                   |
| 08/06/1975 | Classic de Girl Talk, New York                         |                | 50 000 $       | JoAnne Carner (12)                     |
| 15/06/1975 | Classic de Lawson, Ohio                                |                | 50 000 $       | Carol Mann (35)                        |
| 22/06/1975 | Classic d'Hoosier, Indiana                             |                | 40 000 $       | Betsy Cullen (3)                       |
| 29/06/1975 | Classic de Peter Jackson, Canada                       |                | 60 000 $       | JoAnne Carner (13)                     |
| 06/07/1975 | Classic de Wheeling, Virginie-Occidentale              |                | 40 000 $       | Susie McAllister (1)                   |
| 13/07/1975 | Classic de Borden, Ohio                                |                | 65 000 $       | Carol Mann (36)                        |
| 20/07/1975 | Open américain, New Jersey                             | Tournoi majeur | 55 000 $       | Sandra Palmer (11)                     |
| 27/07/1975 | Classic de George Washington, Pennsylvanie             |                | 40 000 $       | Carol Mann (37)                        |
| 17/08/1975 | Open de Patty Berg, Minnesota                          |                | 45 000 $       | Jo Ann Washam (1)                      |
| 24/08/1975 | Open de National Jewish Hospital, Colorado             |                | 40 000 $       | Judy Rankin (13)                       |
| 07/09/1975 | Open de Dallas Civitan, Texas                          |                | 40 000 $       | Carol Mann (38)                        |
| 14/09/1975 | Open de Southgate, Kansas                              |                | 40 000 $       | Jane Blalock (10) Kathy Whitworth (74) |
| 21/09/1975 | Open de Portland, Oregon                               |                | 40 000 $       | Jo Ann Washam (2)                      |
| 26/10/1975 | Golf Inns of America, Californie                       |                | 40 000 $       | Mary Bea Porter (1)                    |
| 16/11/1975 | Open de Jacksonville, Floride                          |                | 50 000 $       | Sandra Haynie (38)                     |
| 23/11/1975 | Classic de Greater Ft. Myers, Floride                  |                | 40 000 $       | Sandra Haynie (39)                     |

## Classements saison 1975

### Tableau des gains («Money list»)
Le tableau ci-dessous est le classement des golfeuses par gains obtenus sur cette saison 1975. Le classement par gains est remporté par Sandra Palmer avec 76 374 $ remportés.
| Cla. | Golfeuses     | Gains    | Victoires |
| ---- | ------------- | -------- | --------- |
| 1    | Sandra Palmer | 76 374 $ |           |
| 2    | JoAnne Carner | 64 842 $ |           |
| 3    | Carol Mann    | 64 727 $ |           |

### Trophée Vare («Vare Trophy»)
Le tableau ci-dessous est le classement des golfeuses par scores les plus bas sur cette saison 1975.
| Cla. | Golfeuses     | Moyenne |
| ---- | ------------- | ------- |
| 1    | Sandra Palmer |         |